# Lasny (rejon brzeski)
Lasny (biał. Лясны; ros. Лесной) – osiedle na Białorusi, w obwodzie brzeskim, w rejonie brzeskim, w sielsowiecie Znamienka.